# Mompha exodias
Mompha exodias é uma espécie de mariposa do gênero Mompha pertencente à família Coleophoridae.